# GitLab
GitLab ist eine Softwareentwicklungsplattform auf Git-Basis. GitLab bietet ein Issue-Tracking-System mit Kanban-Board, ein System für Continuous Integration und Continuous Delivery (CI/CD), ein Wiki, eine Container-Registry, einen Sicherheitsscanner für Container und Sourcecode sowie Multi-Cluster-Verwaltung und -Überwachung.
GitLab ist in Produkte für Entwickler, wie zum Beispiel AWS oder Google Cloud, integrierbar und über eine API fernsteuerbar. GitLab ist in den Programmiersprachen Ruby und Go geschrieben.
Die GitLab Community Edition (CE) wird als Open-Source-Software unter der MIT-Lizenz entwickelt.
Seit August 2013 bietet die GitLab Inc. mit der Enterprise Edition (EE) eine speziell für Unternehmen entwickelte Version an. Man kann GitLab auf eigener Hardware betreiben oder seit 2012 auf GitLab.com als GitLab Enterprise Edition – als Software as a Service (SaaS). Neben kostenlosem Hosting privater und öffentlicher Repositorys wird auch kostenpflichtiger Support angeboten.
Ähnliche Dienste sind GitHub, Bitbucket und Gitee.

## Geschichte
GitLab wurde 2011 von den Ukrainern Dmitri Saparoschez und Valery Sizov mithilfe von Ruby on Rails entwickelt. Mit Sytse „Sid“ Sijbrandij gründete Dmitri 2014 die Firma GitLab B.V. mit Sitz in Utrecht. Im März 2015 übernahm GitLab B.V. den kleineren Mitbewerber Gitorious, der geschlossen wurde.
Ebenfalls im März 2015 wurde GitLab Mitglied bei Y Combinator und konnte im Juli Startkapital (englisch „seed funding“) in Höhe von 1,5 Millionen US-Dollar von den Risikokapitalgebern Khosla Ventures, 500 Startups und anderen Venture-Capital-Fonds einwerben. In einer ersten Finanzierungsrunde (englisch „series A“) im September desselben Jahres investierte Khosla Ventures weitere 4 Millionen US-Dollar in das Unternehmen.
Im September 2016 konnte GitLab in einer zweiten Finanzierungsrunde (englisch „series B“) von August Capital, Y Combinator und Khosla Ventures Mittel mit einer Gesamtsumme von 20 Millionen US-Dollar einsammeln.
GitLab wird nach eigenen Angaben von mehr als 100.000 Organisationen und „Millionen von Menschen“ eingesetzt (Stand: 2016), darunter IBM, Expedia, NASA, Sony und das CERN.
Seit Mai 2018 nutzt auch GNOME GitLab. Mitte 2020 beendete auch KDE seinen Umzug auf ein selbst gehostetes GitLab-Repository.
In Nachgang der Ankündigung von Microsoft im Juni 2018, GitLabs größte Alternative GitHub zu übernehmen, verzehnfachten sich die täglichen Seitenaufrufe von GitLab kurzzeitig.
Im August 2022 wurde bekannt, dass GitLab plant, seine Repository-Politik zu ändern und inaktive Repositorys, an denen ein Jahr keine Änderungen vorgenommen wurden, in Zukunft automatisch zu löschen. Damit zog GitLab Kritik der Open-Source-Community auf sich. Als Reaktion gab daraufhin GitLab bekannt, dass inaktive Repositorys nicht automatisch gelöscht, sondern automatisch archiviert würden.
In der Organisationsforschung wird GitLab auch für softwareferne Unternehmungen als Plattform für asynchrones und ortsungebundenes Arbeiten diskutiert.